# سبنس مور الثاني
سبنس دوان مور الثاني (بالإنجليزية: Spence Duane Moore II)‏، من مواليد 16 ديسمبر 1997 في سانت لويس، ميزوري، هو ممثل أمريكي. عُرف دور داني بوثريس في مسلسل نحن من نحن (2020).

## روابط خارجية
- سبنس مور الثاني على موقع IMDb (الإنجليزية)
- سبنس مور الثاني على موقع روتن توميتوز (الإنجليزية)
- سبنس مور الثاني على موقع ألو سيني (الفرنسية)
- سبنس مور الثاني على موقع قاعدة بيانات الفيلم (الإنجليزية)
- سبنس مور الثاني على موقع كينوبويسك (الروسية)